# Gagrella beauforti
Gagrella beauforti is een hooiwagen uit de familie Sclerosomatidae.